# Hoplobunus madlae
Hoplobunus madlae is een hooiwagen uit de familie Stygnopsidae.